# Ursus arctos alascensis
El oso pardo de Alaska (Ursus arctos alascensis) es una subespecie de mamíferos carnívoros de la familia Ursidae.

## Distribución geográfica
Se encuentra en Alaska, en los Estados Unidos.